# Charles Halford
 Charles Halford (Salt Lake City, 28 de fevereiro de 1980) é um ator americano. Ele tem aparecido em dezenas de séries de televisão e filmes, como interpretando Reggie Ledoux na primeira temporada de True Detective da HBO. Ele também interpretou Chas Chandler como membro do elenco principal de Constantine da NBC.

## Filmografia
| Ano       | Título                                            | Papel                         | Notas                                                          |
| --------- | ------------------------------------------------- | ----------------------------- | -------------------------------------------------------------- |
| 2001      | Cover Me: Based on the True Life of an FBI Family | James Hench                   | Episódio: "RashoMom"                                           |
| 2001      | The Luck of the Irish                             | McDermott                     | Disney Channel Original Movie                                  |
| 2004      | Baptists at Our Barbecue                          | Rich Paddlefin                |                                                                |
| 2005      | The World's Fastest Indian                        |                               |                                                                |
| 2006      | Lightspeed                                        | General Haade                 | Telefilme                                                      |
| 2007      | American Pastime                                  | Norris                        |                                                                |
| 2007      | The Dance                                         |                               |                                                                |
| 2007      | Ice Spiders                                       | Técnico Mike                  | Telefilme                                                      |
| 2008      | The Adventures of Food Boy                        | Técnico de Golfe              |                                                                |
| 2008      | Animals                                           | Xerife                        |                                                                |
| 2008      | Friends for Life                                  | Rutgers                       |                                                                |
| 2009      | Evil Angel                                        | Ray                           |                                                                |
| 2009      | Dadnapped                                         |                               | Disney Channel Original Movie                                  |
| 2009      | The Cell 2                                        | Finch                         | Diretamente em mídia doméstica                                 |
| 2010      | Waiting for Forever                               |                               |                                                                |
| 2010      | Dark Blue                                         |                               | Episódio: "Home Sweet Home"                                    |
| 2010      | Zeke and Luther                                   | Homem Com Cachorro            | Episódio: "Local Heroes"                                       |
| 2011      | The Event                                         | Roman                         | 3 episódios                                                    |
| 2013      | Vegas                                             | Tony                          | Episódio: "From This Day Forward"                              |
| 2013–2014 | Agents of S.H.I.E.L.D.                            | Agente Shaw                   | 2 episódios: "The Hub" and "Turn, Turn, Turn"                  |
| 2014–2015 | Law & Order: Special Victims Unit                 | Johnny Drake                  | 2 episódios: "Surrendering Noah" e "Undercover Mother"         |
| 2014      | True Detective                                    | Reggie Ledoux                 | 2 episódios: "The Locked Room" e "The Secret Fate Of All Life" |
| 2014–2015 | Constantine                                       | Chas Chandler                 | Elenco principal                                               |
| 2015      | NCIS: Los Angeles                                 | Decker                        | Episódio: "Rage"                                               |
| 2015      | Fallout 4                                         | Gavil / Winlock               | Papel de voz                                                   |
| 2015      | Rise of the Tomb Raider                           | Konstantin                    | Papel de voz                                                   |
| 2015      | Supergirl                                         | Jemm                          | Episódio: "Human for a Day"                                    |
| 2016      | Lucifer                                           | Boris Sokolov                 | Episódio: "My Little Monkey"                                   |
| 2016-2017 | The Walking Dead: A New Frontier                  | Lonnie                        | Papel de voz                                                   |
| 2017-2020 | Tangled: The Series                               | Pub Thug Vladimir             | Papel de voz                                                   |
| 2017      | Injustice 2                                       | Gorilla Grodd                 | Papel de voz                                                   |
| 2017      | The Walking Dead                                  | Yago                          | 2 episódios: "Some Guy" and "The Big Scary U"                  |
| 2018      | The Death of Superman                             | Bibbo Bibbowski               | Voice role                                                     |
| 2018      | Bad Times at the El Royale                        | Sammy Wilds                   |                                                                |
| 2019      | Reign of the Supermen                             | Bibbo Bibbowski / Erradicador | Papel de voz                                                   |
| 2019      | Into the Dark                                     | Gerald                        | Episódio: "I'm Just F*cking With You"                          |